# 팔팅스의 정리
팔팅스의 정리(영어: Faltings’ theorem) 또는 모델 추측(Mordell conjecture)은 유리수체에 대하여 정의된, 종수가 2 이상인 대수 곡선은 유한개의 유리점을 가진다는 정리다. 디오판토스 방정식의 이론에 핵심적인 역할을 한다.

## 역사
1922년에 루이스 모델은 종수가 1인 대수 곡선(타원 곡선)의 유리점에 대한 모델-베유 정리를 증명하였고, 이에 대한 자연스러운 확장으로 종수가 2 이상인 대수 곡선에 대하여 이 정리를 추측하였다. 이후 이는 "모델 추측"이라고 불리게 되었다.
모델 추측은 오랫동안 난제로 남아 있었다. 1983년 독일의 수학자 게르트 팔팅스가 모델 추측을 증명하였고, 그 뒤 "팔팅스의 정리"로 불리게 되었다.
팔팅스는 모델 추측을 테이트 추측(Tate conjecture)으로 축소시킨 뒤, 네롱 모형(Néron model) 등 대수기하학적 기법을 사용하여 모델 추측을 증명하였다.
팔팅스 이후 여러 새로운 증명법들이 발견되었다. 파울 보이타(Paul Vojta)는 팔팅스와 전혀 다른 방법으로 팔팅스의 정리를 증명하였다. 엔리코 봄비에리가 이 증명을 단순화한 증명을 1990년 제시하였다.

## 개요
다음과 같은 아주 일반적인 질문을 할 수 있다. 유리수체 위에서 정의된 비특이 대수 곡선 위의 유리점들의 수가 몇 개인가?
이 문제의 답은 대수 곡선의 종수(genus) g에 따라 다르다. 다른 많은 정수론에서의 결과들처럼, 3가지의 경우가 있다: g = 0, g = 1, g>1.
g=0인 경우는 아주 오랫동안 답이 잘 알려져 있었다. g=1인 경우, 수학자 모델이 결과를 증명했으며, 이 결과를 본 후, 모델 자신이 g>1인 경우에 대해서 추측을 남겼는데, 이것이 바로 유명한 모델 추측이다.

## 정의
팔팅스 정리에 따르면, 유리수체 위에 정의된, 종수가 {\displaystyle g>1}인 대수 곡선 {\displaystyle C}은 유한개의 유리점들을 가진다.
팔팅스 정리는 대수 곡선의 유리점의 분류를 다음과 같이 완성시킨다. 유리수체에 대한 임의의 대수 곡선의 유리점의 수는 종수에 따라 다음과 같다.
- 종수가 0인 경우 (원뿔 곡선): 1) 유리점이 단 하나도 없거나, 2) 무한히 많다. C는 원뿔 곡선으로 취급할 수 있다.
- 종수가 1인 경우 (타원 곡선): 이 경우 유리점들의 집합은 유한 생성 아벨 군을 이룬다 (모델-베유 정리). 이 군의 꼬임 부분군들은 메이저 꼬임 정리에 따라 제한된다.
- 종수가 2 이상인 경우 (초타원 곡선): 이 경우, 팔팅스 정리에 따라 유한개의 유리점이 존재한다.